# Études cyrillo-méthodiennes
 (janvier 2020).
Si vous disposez d'ouvrages ou d'articles de référence ou si vous connaissez des sites web de qualité traitant du thème abordé ici, merci de compléter l'article en donnant les références utiles à sa vérifiabilité et en les liant à la section « Notes et références ».
Les études cyrillo-méthodiennes est une branche des études slaves traitant de la vie et des œuvres de Cyrille et Méthode et de leurs disciples.
Les premières études modernes sur Cyrille et Méthode datent de la fin du XVIIIe siècle, la discipline devenant quelque peu classique au XIXe siècle.
Les principaux thèmes de recherche de la discipline sont l'émergence et la diffusion du glagolitique et du cyrillique.
Il est largement admis que le glagolitique a été créé au monastère de Polychron (en) et l'alphabet cyrillique à l'école littéraire Preslav et en particulier au monastère de Ravna (bg),.